# Lóránt Kovács
Lóránt Kovács (n. 6 iunie 1993, Târgu Mureș, România) este un fotbalist român, care joacă pe post de mijlocaș la Csíkszereda în Liga a II-a.
Lorant a ajuns la FC Universitatea Cluj în anul 2010. Universitatea l-a lăsat să crească în sezonul 2011-2012 el fiind lăsat să joace pentru echipa secundă a clubului iar în sezonul următor el a fost împrumutat la AFCM Reșița.
Debutul pe prima scenă a fotbalului românesc la făcut în ultima etapă a sezonului 2012-2013 (20.05.2013) sub conducerea lui Ionel Ganea în meciul cu Rapid București. În sezonul 2013-2014 acesta a prins  mai multe șanse și a bifat 17 apariții reușind să înscrie și primul său gol în partida cu FC Brașov.
După falimentul Universității Cluj, Kovács a plecat în Ungaria, unde a jucat trei sezoane la Szombathelyi Haladás, apoi a trecut la Újpest FC, unde a jucat doar în 8 meciuri pe parcursul anului 2019. Din 2020, s-a transferat înapoi în România la Sepsi Sfântu Gheorghe.